# Piła Kościelecka
Piła Kościelecka est une localité polonaise de la gmina de Trzebinia, située dans le powiat de Chrzanów en voïvodie de Petite-Pologne.